# گلیندون (مینه‌سوتا)
گلیندون، مینه‌سوتا (به انگلیسی: Glyndon, Minnesota) یک شهر در ایالات متحده آمریکا است که در شهرستان کلی (ابهام‌زادیی) واقع شده‌است.

## خصوصیات
گلیندون ۳٫۹۱ کیلومترمربع مساحت و ۱٬۳۹۴ نفر جمعیت دارد و ۲۸۲ متر بالاتر از سطح دریا واقع شده‌است.